# Svart sittella
Svart sittella (Daphoenositta miranda) är en fågel i familjen sittellor inom ordningen tättingar.

## Utseende och läte
Sittellor är små, kompakta och kortstjärtade tättingar med dolkformade eller något uppsvängda näbbar. Denna art har svartaktig fjäderdräkt med rosa under bakre delen av stjärten, rött ansikte, gula ben och ett vingband som dock endast ses i släkten. Honan har ljust öga, hanen mörkt. Den liknar papuasittellan men förekommer högre upp. Utseendemässigt kan endast den ljusare ungfågeln förväxlas med en papuasittella, men den senare har ljusare buk. Lätet är ett ljust kvittrande.

## Utbredning och systematik
Svart sittella behandlas antingen som monotypisk eller delas in i tre underarter med följande utbredning:
- Daphoenositta miranda frontalis – förekommer i nordvästra Nya Guineas bergstrakter.
- Daphoenositta miranda kuboriensis – förekommer i centrala höglandet på nordöstra Nya Guinea
- Daphoenositta miranda miranda – förekommer i sydöstra Nya Guineas bergstrakter.

Sittellorna behandlades tidigare som en del av familjen nötväckor (Sittidae), på grund av likartat utseende och beteende. Genetiska studier visar dock att de inte alls är nära släkt. Istället utgör sittellorna en gammal och basal utvecklingslinje i en grupp bestående av bland annat kråkfåglar. Möjligen är de systergrupp till de nyzeeländska mohuorna (Mohouidae). Dessa uppskattas ha skiljts åt för 19 miljoner år sedan.

## Levnadssätt
Svart sittella är en sällsynt fågel som hittas i högt belägna bergsskogar. Där intar den samma nisch som nötväckor i Asien, Europa och Nordamerika men är inte alls nära släkt. Arten rör sig gärna i flock.

## Status och hot
Arten har ett stort utbredningsområde, men tros minska i antal, dock inte tillräckligt kraftigt för att den ska betraktas som hotad. Internationella naturvårdsunionen IUCN listar arten som livskraftig (LC).